# Augusta Amalia Wittelsbach
Augusta Amalia Ludwika Wittelsbach (ur. 21 czerwca 1788 w Strasburgu, zm. 13 maja 1851 w Monachium) – księżniczka bawarska.

## Życiorys
Córka króla Bawarii Maksymiliana I Józefa i księżniczki heskiej – Augusty Wilhelminy. Była siostrą króla Bawarii – Ludwika I i cesarzowej Austrii – Karoliny oraz przyrodnią siostrą królowej Prus – Elżbiety, królowej Saksonii – Amelii, królowej Saksonii – Marii, arcyksiężnej austriackiej Zofii, księżniczki bawarskiej Ludwiki.

## Małżeństwo
Początkowo Augusta Amalia była zaręczona z Karolem Ludwikiem Zahringenem, bratem rosyjskiej carycy Elżbiety, ale ten został zmuszony do zerwania z nią zaręczyn i ustąpienia miejsca pasierbowi Napoleona. 14 stycznia 1806 Augusta Amalia wyszła za księcia Eugeniusza de Beauharnais, wicekróla Italii i księcia Wenecji. Eugeniusz był synem Aleksandra de Beauharnais i Józefiny z domu Tascher de La Pagerie (późniejszej żony cesarza Napoleona). Para miała siedmioro dzieci:
- Józefina (1807–1876), żona Oskara, króla Szwecji
- Eugenia (1808–1847), żona Konstantego, księcia Hohenzollern-Hechingen
- August (1810–1835), mąż Marii, królowej Portugalii
- Amelia (1812–1873), żona Piotra I, cesarza Brazylii
- Teodolinda (1814–1857), żona Wilhelma, księcia Urach
- Karolina (1816)
- Maksymilian (1817–1852), mąż Marii Nikołajewny, wielkiej księżnej i córki cara Mikołaja I